# Jeskyně ve Slovinsku
Jeskyně ve Slovinsku se vyskytují především v Dinárském krasu. Slovinsko má v současné době[kdy?] asi 8500 evidovaných jeskyní a každý rok je objeveno přes sto nových. Nejdelší jeskyní v zemi je Sistem Migovec. Turisticky zpřístupněny jsou ve Slovinsku více než dvě desítky jeskyní.

## Nejdelší jeskyně
| Pořadí | Název                         | Délka    |
| ------ | ----------------------------- | -------- |
| 1      | Sistem Migovec                | 43 009 m |
| 2      | Postojnské jeskyně            | 24 120 m |
| 3      | Kačna jama                    | 20 200 m |
| 4      | Rombonski jamski system       | 20 066 m |
| 5      | Predjamski system             | 17 945 m |
| 6      | Črnelsko brezno               | 12 296 m |
| 7      | Sistem Mala Boka              | 11 875 m |
| 8      | Pološka jama                  | 10 800 m |
| 9      | Sistem pokljuškega grebena    | 9584 m   |
| 10     | Križna jama                   | 8273 m   |
| 11     | Sistem Karlovice              | 8057 m   |
| 12     | Grvn                          | 7765 m   |
| 13     | Vodna jama v Lozi             | 7748 m   |
| 14     | Zelške jame (sistem)          | 7338 m   |
| 15     | Velika ledena jama v Paradani | 7311 m   |
| 16     | Planinska jama                | 6859 m   |
| 17     | Skalarjevo brezno             | 6494 m   |
| 18     | Škocjanske jame               | 6138 m   |
| 19     | Dimnice                       | 6020 m   |
| 20     | Brezno pri gamsovi glavici    | 6000 m   |